# Парамонова Галина Іванівна
Парамонова Галина Іванівна (8 грудня 1947, Владивосток) — український фізіолог, доктор біологічних наук, провідний науковий співробітник Інституту геронтології імені Д. Ф. Чеботарьова НАМН України. Відомий фахівець у галузі біохімії та фізіології старіння.
Учениця академіка В. В. Фролькіса. Дружина члена-кореспондента НАМН України Ю. І. Губського.
Докторська дисертація: «Регуляція мікросомального окислення в печінці при старінні» (1994).
Наукова періодика:
- Біофізичні властивості мембран еритроцитів та механізми взаємодії з ненаркотичними анальгетиками в умовах гострого больового синдрому (2014)
- Вікові особливості реактивності ізольованих сегментів грудної аорти щурів при хронічному болю (2015)
- Вплив комбінованого препарату мембратон на реактивність судинної стінки старих щурів (2017)

Реферативна інформація:
- Вплив деяких чинників навколишнього середовища у пре- і неонатальному періоді на тривалість життя щурів (2002)
- Біофізичні властивості мембран еритроцитів та механізми взаємодії з ненаркотичними анальгетиками в умовах гострого больового синдрому (2014)